# مؤسسة الأرض المقدسة للإغاثة والتنمية
مؤسسة الأرض المقدسة للإغاثة والتنمية (بالإنجليزية: Holy Land Foundation for Relief and Development) هي منظمة خيرية إسلامية غير ربحية ومُعفاة من الضرائب، يقع مقرها الرئيسي في مدينة ريتشاردسون في ولاية تكساس بالولايات المتحدة ولها مكاتب في نيوجرسي، وكاليفورنيا وإلينوي، تُدار بواسطة فلسطينيو الولايات المتحدة الأمريكية. كانت تُعرف المنظمة في الفترة 1989–1992 باسم صندوق الأرض المحتلة. تركزت أنشطة المنظمة على تقديم المعونات للاجئين الفلسطينيين في الأردن ولبنان والأراضي الفلسطينية.
في عام 1996، بدأت السلطات الأمريكية بمراقبة أنشطة المؤسسة. وفي 4 ديسمبر 2001، صنفت الحكومة الأمريكية المنظمة بالإرهابية، وجمدت أموالها وأغلقتها.
في يوليو 2004 ألقت السلطات الأمريكية القبض على خمسة من مؤسسي «الأرض المقدسة»، وهم شكري أبو بكر، ومحمد المزين، وغسان العشي، ومفيد عبد القادر وعبد الرحمن عودة. وجهت هيئة الإدعاء لهم أكثر من 100 تهمة، كما أدانت هيثم مغاوري وأكرم مشعل واعتبرهم فارين من وجه العدالة. في 23 يوليو 2007، بدأت محاكمة المتهمين، ولكن القاضي حكم ببطلان القضية. أعادت الحكومة الأمريكية فتح القضية بعد تغيير القاضي وهيئة الإدعاء واستخدمت وثائق استولى عليها الجيش الإسرائيلي بعد تدميره لمقرات السلطة الفلسطينية في اجتياح 2002 أثناء عملية الدرع الواقي. في 24 نوفمبر 2008 وُجه لمؤسسي المنظمة مجموعة من الاتهامات، وفي 27 مايو 2009 أصدرت محكمة أميركية في ولاية تكساس حكمها بسجن مؤسسي المنظمة بمدد تتراوح بين 15 و65 عامًا.